# Model de maduresa de l'e-learning
El Model de maduresa de l'e-learning (E-learning maturity model, eMM) en enginyeria de software és un model per avaluar la capacitat dels processos de la tecnologia educativa electrònica (e-learning).

## Visió general
eMM és un marc de millora de la qualitat basat en les idees del Model de Maduresa de la Capacitat (CMM) i les metodologies de Millora de Procés del software i de determinació de Capacitat (SPICE). La idea subjacent que guia el desenvolupament del eMM és que l'habilitat d'una institució per ser eficient en qualsevol àrea particular de feina depèn de la seva capacitat per comprometre's en processos d'alta qualitat que són reproduïbles i capaços de estendre's i mantenir-se quan la demanda creix.
El eMM proporciona un conjunt de trenta-cinc processos, dividits a cinc àrees de procés, que defineixen l'aspecte clau de l'habilitat global de les institucions per actuar bé en el lliurament de l'e-learning. Cada procés està seleccionat segons la seva necessitat de desenvolupament i manteniment de la capacitat en l'e-learning, Tots els processos han estat creats després d'un programa de recerca i testeig, conduït internacionalment.

## Història
El eMM està sent provat en l'Acadèmia d'Educació Superior de Benchmarking Pilot, per la Universitat de Manchester. Projectes addicionals que apliquen el eMM éstan recolzats pel Consell de Finançament escocès dins Escòcia i ACODE dins Austràlia. El desenvolupament i l'aplicació del eMM dins Nova Zelanda va ser recolzat pels fons de recerca de l'educació de l'-learning del Ministeri d'educació de Nova Zelanda.
La versió 2 ha canviat considerablement en comparació amb la versió 1 del 2.003. La documentació associada al eeM està sota de llicència de Creativa Commons Atribució-ShareAlike 2.5.

## Temes

### Idea clau
La idea fonamental subjacent al concepte és la capacitat holística. L'eMM, més que mesurar nivells progressius, descriu la capacitat del procés des d'aquestes cinc perspectives sinèrgiques. Una organització que ha desenvolupat la capacitat en totes les dimensions per a tots els processos serà més capaç de fer-ho que una que no. La capacitat en les dimensions més altes que no estigui recolzada per la capacitat en les dimensions més baixes no produirà els resultats desitjats; i la capacitat en les dimensions més baixes que no estigui recolzada per la capacitat en les dimensions més altes serà ad hoc, insostenible i que no respondrà a les canviants necessitats de les organitzacions i els alumnes.

### Cinc dimensions
La capacitat en cada procés està descrita per un conjunt de pràctiques organitzades segons la dimensió.
L'eMM complementa el concepte de CMM de nivells de maduresa, els quals descriuen l'evolució de l'organització globalment, amb dimensions. Les cinc dimensions del eMM, són:
1. Lliurament
2. Planificació
3. Definició
4. Administració
5. Optimització